# Idrissa Sylla
Idrissa Sylla (Conakry, 3 dicembre 1990) è un calciatore guineano, attaccante svincolato.

## Carriera

### Club
Dal 2008 al 2010 gioca con il Le Mans Football Club seconda squadra ottenendo 38 presenze e 11 gol.
Nel 2010-2011 passa in prestito al Sporting Club de Bastia giocando 11 presenze e 3 gol con la squadra B e 27 presenze e 8 gol in prima squadra.
Dal 2011 ritorna al Le Mans fino al 2013 giocando in prima squadra ben 52 partite con 14 gol.
Nel 2013 si trasferisce allo Zulte Waregem dove colleziona 38 presenze e 10 gol (esclusi gli spareggi).
Nel 2015 si trasferisce al Royal Sporting Club Anderlecht.

### Nazionale
Dal 2012 al 2019 ha giocato 27 partite con 5 gol per la nazionale guineana.

## Palmarès

### Club

#### Competizioni nazionali
- Championnat National: 1

Bastia: 2010-2011